# 큐베브
큐베브(Cubeb, Piper cubeba)는 후추속에 속하는 식물로, 정유와 열매를 얻기 위해 경작한다. 자와섬과 수마트라섬에서 주로 재배되기 때문에 자바 후추라고 불리기도 한다. 열매는 익기 전에 수확하여 조심히 말린다. 주로 거래되는 말린 열매로 된 큐베브는 검은 후추와 생김새가 비슷하지만 줄기가 붙어 있는 것이 특징이다. 말린 과피는 주름져 있으며 잿빛 갈색이나 검은색을 띈다. 씨는 딱딱하고 하얀색이며 기름기가 있다. 큐베브의 냄새는 상쾌하고 향기롭다. 맛은 매우 맵고 약간 쓰며, 보통 올스파이 맛과 같다거나, 올스파이와 검은 후추의 중간 정도라고 표현한다.
큐베브라는 이름은 아랍어 카바바(كبابة)에서 유래되었으며 아라비아, 인도, 유럽 등 세계 여러 지역에서 향신료 및 약용으로 쓰였다. 큐베브의 약용은 그 유래가 깊어 9세기 경에 작성된 아라비안 나이트에 큐베브의 최음적인 효과가 언급되기도 한다. 하지만 17세기 포르투갈의 국왕이 검은 후추(Piper nigirum)의 판매량을 늘릴 목적으로 큐베브의 판매를 금지한 뒤 차츰 잊혀져 현재 큐베브를 음식의 조미료로 쓰는 곳은 인도네시아와 아프리카뿐이다. 서양에서는 담배에 큐베브의 기름이 첨가물로 들어가며 진(Gin)의 향을 내는 데 사용되기도 한다.

## 같이 보기
- 기니후추